# Рид, Эмма
Эмма Рид (англ. Emma Reid; род. 24 мая 1995) — английская дзюдоистка, бронзовый призёр чемпионата мира 2024 года, чемпионка Игр Содружества 2022 года. Победительница турнира серии Большой шлем в Абу-Даби (2021 год).

## Биография
Эмма Рид борется в весовой категории до 78 килограммов и представляет Великобританию на международной спортивной арене.
В 2021 году она победила на турнире серии Большого шлема в Абу-Даби. В финале она одолела соперницу из Германии Алину Бём.
В 2022 году она в составе Англии выступила на Играх Содружества в Бирмингеме. В категории до 78 килограммов она одержала победу, в финале поборов валлийку Натали Пауэлл.
Весной 2024 года на предолимпийском чемпионате мира, который состоялся в Объединённых Арабских Эмиратах, Эмма впервые в карьере завоевала бронзовую медаль чемпионата мира, победив в поединке за третье место соперницу из Франции Одри Чёмео.
Рид является трёхкратной чемпионкой Великобритании по дзюдо в 2015, 2021 и 2023 годах.